# 洛皮塔勒多里永
洛皮塔勒多里永（法語：L'Hôpital-d'Orion，法語發音：[lopital dɔʁjɔ̃]，意为“奥里永的洛皮塔勒”）是法国大西洋比利牛斯省的一个市镇，属于奥洛龙-圣玛丽区。

## 地理
洛皮塔勒多里永（43°26'15"N, 0°50'46"W）面积8.47 平方千米，位于法国新阿基坦大区大西洋比利牛斯省，该省份为法国东南部省份，涵盖了贝阿恩与北巴斯克，西临大西洋比斯開灣，北至朗德省，东北接热尔省，东临上比利牛斯省，南与西班牙接壤。
与洛皮塔勒多里永接壤的市镇（或旧市镇、城区）包括：拉讷普拉、奥里永、奥藏克斯-蒙泰斯特吕克、萨利斯德贝阿恩、萨勒蒙日斯卡尔。

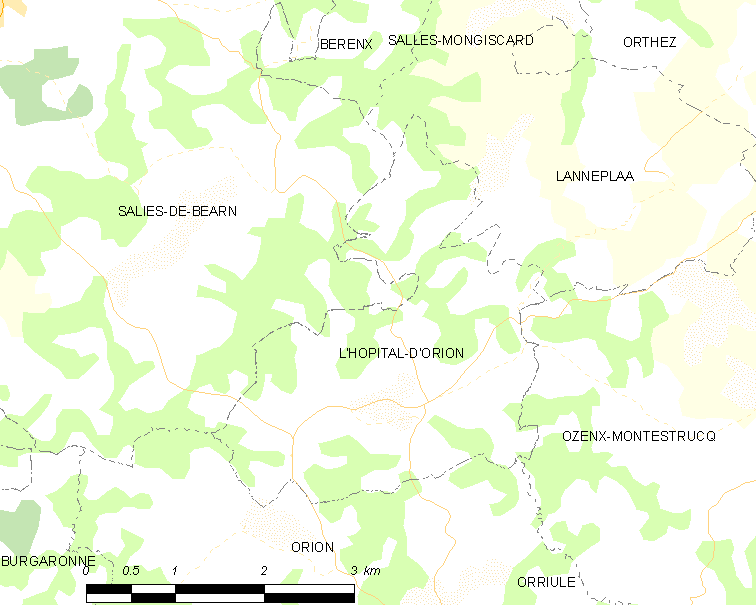
洛皮塔勒多里永的OSM定位图

洛皮塔勒多里永的时区为UTC+01:00、UTC+02:00（夏令时）。

## 行政
洛皮塔勒多里永的邮政编码为64270，INSEE市镇编码为64263。

## 政治
洛皮塔勒多里永所属的省级选区为奥尔泰兹-激流与盐之地县。

## 人口

1962-2008年间洛皮塔勒多里永人口变化图示

洛皮塔勒多里永于2022年1月1日时的人口数量为131人。